# Rostocker Straße 21 (Teterow)

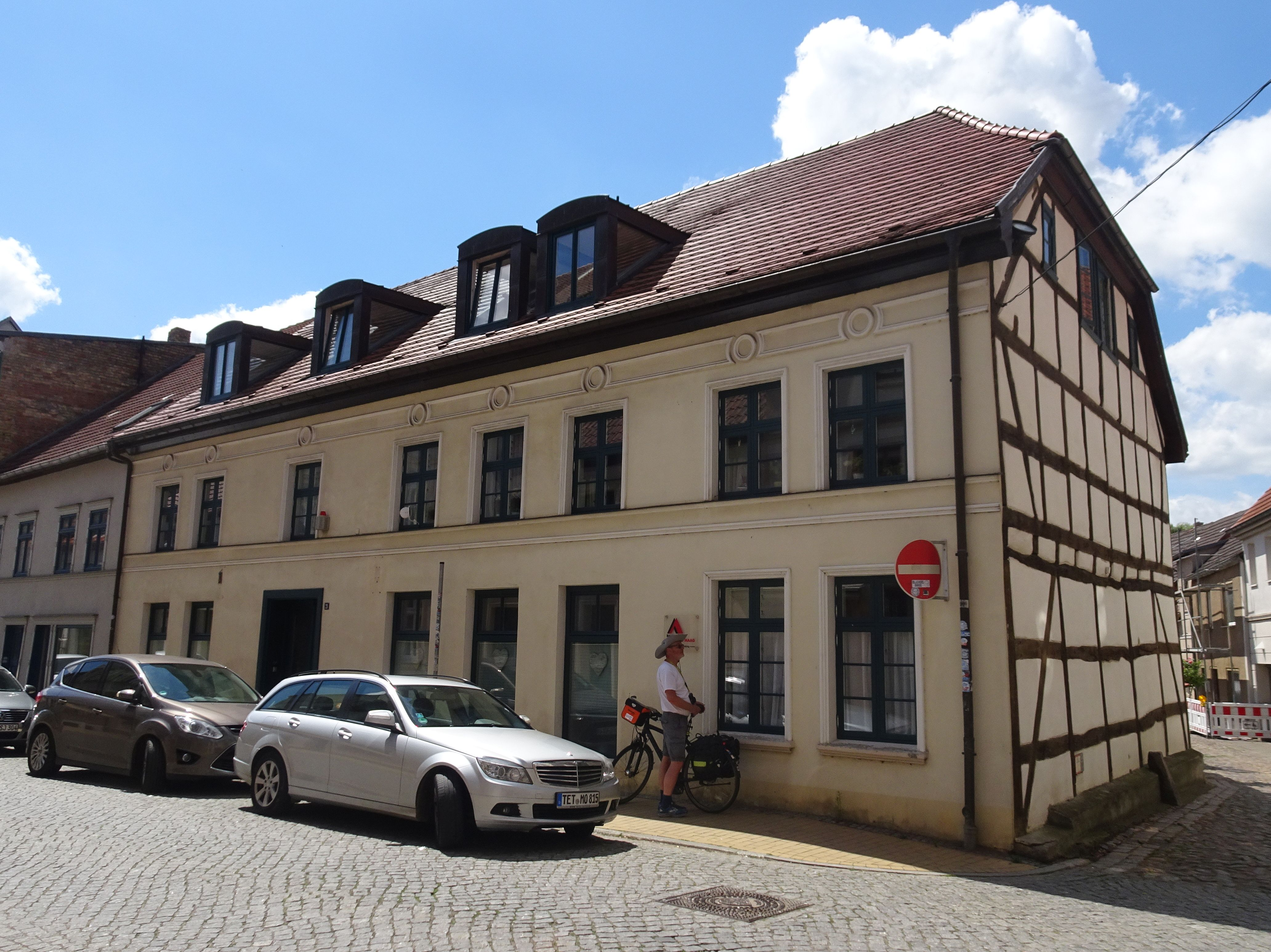
Straßenseite

Das Wohn- und Geschäftshaus Rostocker Straße 21 in Teterow (Mecklenburg-Vorpommern) wurde im 19. Jahrhundert gebaut. Hier gründete Uhrmacher Carl Mäthing 1892 seinen Betrieb.
Das Gebäude steht unter Denkmalschutz.

## Geschichte
Die Stadt Teterow mit 8334 Einwohnern (2019) wurde 1230 angelegt und erhielt um 1235 das Stadtrecht.
In dem zweigeschossigen neoklassizistischen Gebäude gründete der Uhrmacher Carl Mäthing 1892 seine Firma. Der Betrieb zog in die Rostocker Straße 10 und 1906/07 in die Warener Straße 4 um, wo er noch heute (2021) besteht.
Das Wohn- und Geschäftshaus Rostocker Straße 21 wurde später umgebaut und im Rahmen der Städtebauförderung nach 1991 saniert. 2021 ist hier ein Baugeschäft ansässig.